# Bezártság
A Bezártság (eredeti cím: Locked In) 2023-as brit–francia thriller, amelyet Rowan Joffé forgatókönyvéből Nour Wazzi rendezett. A főbb szerepekben Famke Janssen, Rose Williams, Alex Hassell, Finn Cole és Anna Friel látható.
2023. november 1-jén jelent meg a Netflixen.

## Cselekmény
Katherine, az egykori tévésztár egy súlyos baleset után a kórházban ébred, ahol bezártságszindrómában szenved, teljesen lebénult és nem tud kommunikálni. Egy Nicky nevű ápolónő kezd el dolgozni Katherine-nel, hogy megpróbáljon segíteni neki visszanyerni a testi kontrollt. Nicky információkat keres Katherine-ről Linától, Katherine mostohafia, Jamie feleségétől.
Katherine férje nagyon gazdag volt, és halála után mindent Jamie-re hagyott. Jamie vágyott Katherine szeretetére és gondoskodására, de a nőt gyakran foglalkoztatta az örökségtől való megfosztottsága miatti neheztelés. Lina felelősséget vállalt Jamie-ért, ő lett az elsődleges gondozója, és szoros köteléket alakított ki vele. Lina és Jamie összeházasodtak, de Katherine elkeseredett amiatt, hogy Lina örökölte a családi birtokot azzal, hogy hozzáment Jamie-hez.
Dr. Robert Lawrence, a család orvosa bekapcsolódik az életükbe, és romantikus kapcsolatot alakít ki Linával. Robert hátsó szándéka azonban az, hogy reméli, megörökli a birtokot. Fájdalomcsillapítót ír fel Jamie-nek, ami miatt az egészségi állapota megromlik. Robert rábeszéli Jamie-t, hogy menjen el vele és Linával egy hajókirándulásra. A vízen Robert szándékosan felborítja a csónakot, és addig tartja Jamie-t a víz alatt, amíg az meg nem fullad. Lina megpróbálja megmenteni, de nem sikerül.
Jamie temetése után Robert nyomást gyakorol Linára, hogy adja el a kastélyt, de a lány ellenáll, és végül rájön a férfi valódi szándékaira. Robert elárulja, hogy nála van Lina naplója, amelyben Jamie megöléséről fantáziált, és arra céloz, hogy őt lehet hibáztatni a haláláért. Miután Lina rájön, hogy Robertnek és Katherine-nek viszonya van, úgy dönt, hogy elhagyja. Robert üldözőbe veszi, miközben Katherine közbelép, hogy megpróbálja megvédeni Linát, de Robert elüti Katherine-t az autójával.
Miközben Katherine fokozatosan felépül, Nicky megtanítja őt kommunikálni úgy, hogy az ábécé betűire pislogással válaszol. Nicky megdöbben, amikor Katherine kibetűzi a "gyilkosság" szót. Amikor Lina ezt megtudja, rábeszéli Robertet, hogy segítsen neki elvinni Katherine-t, mert úgy véli, hogy mindkettőjüket belekeveri Jamie halálába. Nicky követi őket, és elmondja Linának, hogy Katherine valójában meg akarja védeni őt Roberttől. Lina becsapja Robertet, és beadja neki a halálos szert, amit Katherine számára készített, de nem elég erős ahhoz, hogy megölje. Robert rátámad, de végül Lina halálra szúrja.
A rendőrség később megérkezik a kastélyhoz, és begyűjtik Robert holttestét, miközben Lina, Katherine és Nicky nézik. Lina megkérdezi Nickyt, hogy mit fog nekik mondani, de Nicky hallgat.

## Szereplők
| Szerep              | Színész       | Magyar hang   |
| ------------------- | ------------- | ------------- |
| Katherine           | Famke Janssen | Fehér Anna    |
| Lina                | Rose Williams | Nagy Katica   |
| Dr. Robert Lawrence | Alex Hassell  | Zöld Csaba    |
| Jamie               | Finn Cole     | Kenéz Ágoston |
| Nicky nővér         | Anna Friel    | Tarr Judit    |

### Magyar változat
- Magyar szöveg: Szemere Laura
- Hangmérnök: Böhm Gergely
- Vágó: Kránitz Bence
- Gyártásvezető: Újréti Zsuzsa
- Szinkronrendező: Csere Ágnes
- Produkciós vezető: Haramia Judit

A szinkront az Iyuno Hungary készítette el.

## A film készítése
Nicky Bentham lett a Neon Films producere, Alison Jackson pedig a Gaumont vezető producere. Nour Wazzi elsőfilmes rendezőként debütált a filmben.
2022 decemberében megerősítették Finn Cole, Famke Janssen és Rose Williams főszerepét, a mellékszerepeket Alex Hassell és Anna Friel töltötték be.
A forgatás 2022 végén kezdődött Londonban. 2023 elején St Albansban is forgattak, többek között a St Albans-i katedrálisban.

## Fordítás
- Ez a szócikk részben vagy egészben  a   Locked In (2023 film) című angol Wikipédia-szócikk fordításán alapul.  Az eredeti cikk szerkesztőit annak laptörténete sorolja fel. Ez a jelzés csupán a megfogalmazás eredetét és a szerzői jogokat jelzi, nem szolgál a cikkben szereplő információk forrásmegjelöléseként.